# Levski (distrikt)
Levski (bulgariska: Левски) är ett distrikt i Bulgarien.   Det ligger i kommunen Obsjtina Panagjurisjte och regionen Pazardzjik, i den centrala delen av landet, 90 km öster om huvudstaden Sofia.
Trakten runt Levski består till största delen av jordbruksmark. Runt Levski är det ganska tätbefolkat, med 192 invånare per kvadratkilometer.